# Liburnia lautipes
Liburnia lautipes är en insektsart som först beskrevs av Stsl 1858.  Liburnia lautipes ingår i släktet Liburnia och familjen sporrstritar. Inga underarter finns listade i Catalogue of Life.